# メドラーゴ
メドラーゴ（伊: Medolago  ( 音声ファイル)）は、イタリア共和国ロンバルディア州ベルガモ県にある、人口約2,300人の基礎自治体（コムーネ）。

## 地理

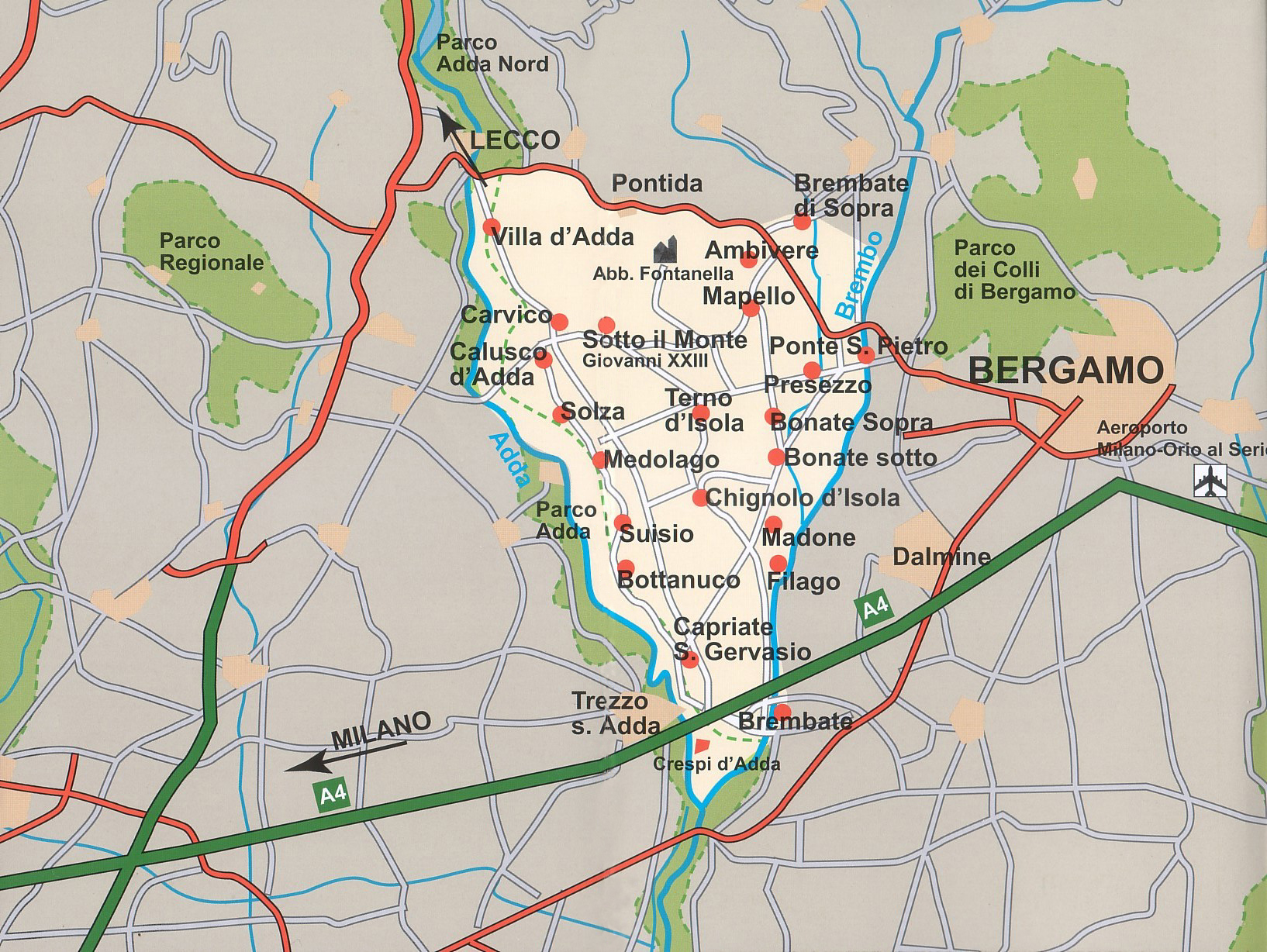
イーゾラ・ベルガマスカ

### 位置・広がり
ベルガモ県南西部、イーゾラ・ベルガマスカ地方のコムーネ。県都ベルガモから西南西へ15km、レッコから南南東へ22km、州都ミラノから北東へ33kmの距離にある。
| 隣接するコムーネは以下の通り。括弧内のMBはモンツァ・エ・ブリアンツァ県、LCはレッコ県所属を示す。 - カルスコ・ダッダ - キニョーロ・ディーゾラ - コルナーテ・ダッダ (MB) - パデルノ・ダッダ (LC) - ソルツァ - スイージオ - テルノ・ディーゾラ - 河川：アッダ川 |

### 地震分類
イタリアの地震リスク階級 (it) では、3 に分類される
。

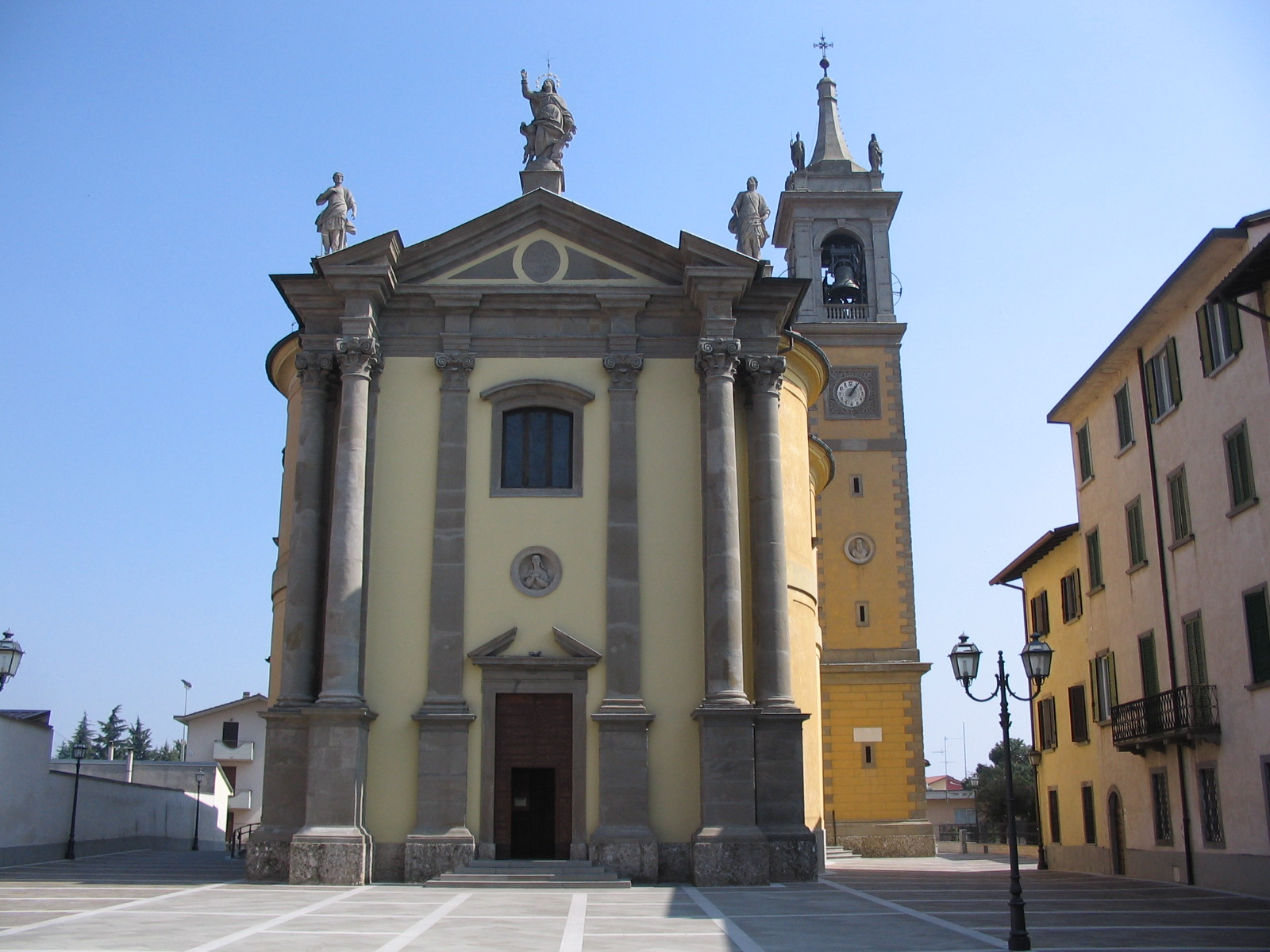
教区教会

## 歴史
1928年から1970年までの間、メドラーゴとソルツァは合併しており、リヴィエーラ・ダッダ (Riviera d'Adda) というコムーネであった。市庁舎はソルツァにあった。